# Gnophosema aestiva
Gnophosema aestiva är en fjärilsart som beskrevs av Barnes 1938. Gnophosema aestiva ingår i släktet Gnophosema och familjen mätare. Inga underarter finns listade i Catalogue of Life.